# Matt Gaetz
Matthew Louis Gaetz II (/ɡeɪts/; Hollywood, Florida, 1982. május 7. –) amerikai republikánus politikus és jogász, Florida 1. kongresszusi választókerületének képviselője 2017-től 2024-es lemondásáig. Saját elmondása szerint libertárius populista, az amerikai szélsőjobboldali politika egy fontos alakja, Donald Trump közeli szövetségese.
Politikai családból származik, Don Gaetz floridai szenátor fia, és Jerry Gaetz észak-dakotai politikus unokája. Tanulmányait a William & Mary Jogi Iskolában végezte, átmenetileg ügyvédként dolgozott, mielőtt úgy döntött, hogy indul egy állami képviselői posztért. 2016-ig volt a floridai képviselőház tagja, mikor megválasztották a szövetségi képviselőházba. 2018-ban, 2020-ban, 2022-ben és 2024-ben is újraválasztották, hivatali ideje alatt több jelentés is érkezett ellene viselkedése miatt, de vád alá soha nem helyezték. Ezek közé tartozott, hogy hírek szerint fizetett 18 évnél fiatalabb lányoknak, hogy közösüljenek vele. 2023-ban Kevin McCarthy házelnök leváltásáról beadott indítványt terjesztett elő.
2024-ben Trump bejelentette, hogy Gaetz-t fogja jelölni főügyészének kabinetjében, amire a szenátusi republikánusok negatívan reagáltak. Gaetz lemondott a képviselőházi posztjáról a 118. kongresszusban, mindössze napokkal az előtt, hogy az ellene folytatott kongresszusi nyomozás eredményeit kiadták volna. Egy héttel később visszalépett a jelöltségtől. 2024. december 23-án a Kongresszus kiadta a róla készült jelentést, amelyből kiderült, hogy szexért fizetett, többek között egy kiskorúnak is, gyakran illegális drogokat fogyasztott és több más etikai szabályt is megszegett.
Bár újraválasztották a 119. kongresszusra, kijelentette, hogy nem tervez csatlakozni a gyűléshez.